# Ісраелян Вардан Михайлович
Вардан Михайлович Ісраелян (нар. 14 вересня 1966, Єреван) — президент футбольного клубу «Сталь» (Кам'янське, Україна).
Закінчив Єреванський політехнічний інститут і Запорізький інститут ім. гетьмана П. Сагайдачного міжрегіональної Академії управління персоналом. Одружений, виховує двох дітей.

## Професійна кар'єра
Футболіст-професіонал. Захищав кольори клубів: «Бананц» (Єреван), «Арарат» (Єреван), «Еребуні» (Єреван), «Спартак» (Єреван).
Досягнення: триразовий бронзовий призер і володар Кубка Вірменії (1992) у рядах «Бананца». Виступав у складі юнацької збірної СРСР.

## Тренерська кар'єра
1998—1999 роках — асистент головного тренера молодіжної збірної Вірменії, після чого у 1999—2001 роках — асистент головного тренера «Сталі» (Алчевськ)
У 2001—2002 роках був фінансовим директором і віце-президентом «Металурга» (Донецьк), а у 2002—2015 роках — спортивним директором «Металурга».
З 19 листопада 2015 року — президент «Сталі» (Кам'янське)